# Eurostar (tren)

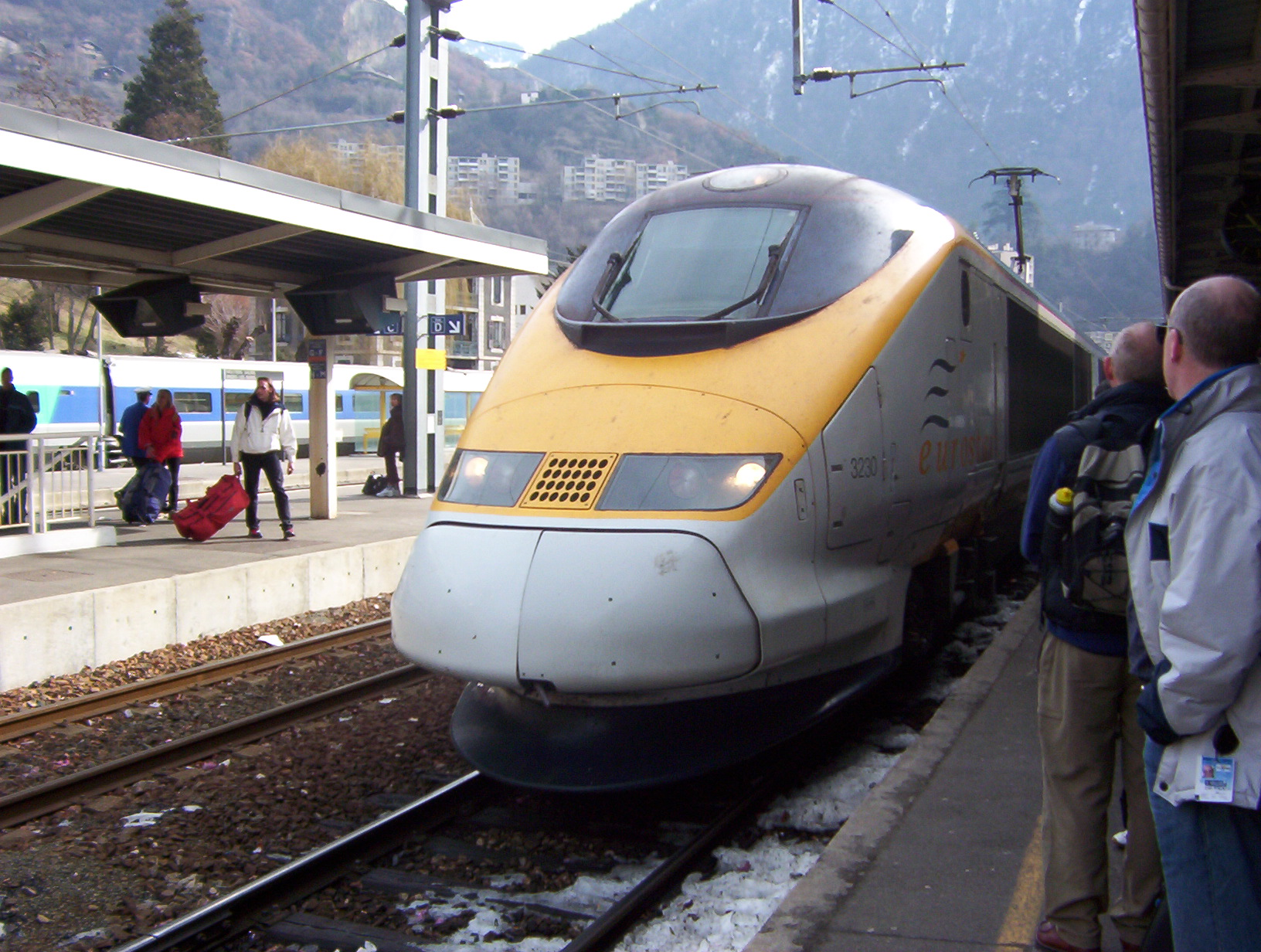
Eurostar în gara Moutiers

Eurostar este un sistem de trenuri de mare viteză ce asigură legături între Regatul Unit, Franța Belgia si Olanda. Trenurile utilizează Tunelul Canalului Mânecii iar principalele gări deservite sunt Gara Saint Pancras în Londra, Gara de Nord în Paris și Gara Bruxelles-Sud în Bruxelles, precum și gările Rotterdam Centraal respectiv Amsterdam Centraal. Unele trenuri deservesc și gările Lille-Europe, Calais-Fréthun în Franța și Ashford International în Regatul Unit. Eurostar desemnează (impropriu) și trenurile folosite de acest serviciu a căror denumire exactă este însă TGV TMST (TransManche SuperTrain).
Primul tren a circulat pe această linie în noiembrie 1994. Din 2007, odată cu terminarea liniei de mare viteză între Londra și Canalul Mânecii (High Speed 1) și deschiderea gării Londra-Saint Pancras, timpul mediu al unui parcurs Londra-Paris este de 2h15’, iar între Londra și Bruxelles de 1h51’.

## Istorie
- 14 noiembrie 1994: debutul serviciilor regulate Eurostar.
- 14 decembrie 1997: a fost pusă în serviciu linia de mare viteză între Bruxelles și frontiera franceză în Belgia.
- 11 martie 1999: a fost luată decizia de creare a Eurostar Group.
- 30 iulie 2003: un tren Eurostar a stabilit recordulde viteză feroviară în Marea Britanie la 334,7 km/h
- 28 septembrie 2003: a fost dat în folosință primul tronson de mare viteză în Marea Britanie.
- 17 mai 2006: a fost stabilit un record mondial pentru cea mai mare distanță parcursă în trafic internațional de un tren de mare viteză: Londra - Cannes, 1421 km fără oprire; recordul a fost stabilit cu ocazia lansării filmului Codul lui Da Vinci, având la bord întreaga echipă a filmului.
- 4 septembrie 2007 : record de viteză pentru relația Paris - Londra în 2 ore, 3 minute și 39 secundes (viteză maximă de 320 km/h pe tronsoanele de mare viteză).
- 20 septembrie 2007 : record de viteză pentru relația Bruxelles - Londra în o oră și 43 minute, fără a depășii 300 km/h
- 14 noiembrie 2007: a fost închisă stația Waterloo International, trenurile Eurostar ajungând acum în gara Saint-Pancras.
- 4 aprilie 2018: Eurostar deschide porțile către Europa prin lansarea unei noi rute London-Amsterdam, Rotterdam

## Servicii

### Rute
Există 2 rute principale deservite de Eurostar:
- Londra - Paris
- Londra - Bruxelles
- Londra - Amsterdam

La acestea se adaugă curse charter sau sezoniere către EuroDisney, Alpi sau Coasta de Azur.
Au existat planuri pentru un așa-numit Eurostar regional, legături directe între Paris și diverse orașe din Anglia (Manchester, Glasgow, Liverpool, Edinburgh). Totuși, s-a decis că serviciul nu va fi viabil și proiectul a fost abandonat. Trenurile care trebuiau să asigure serviciul au fost închiriate sau vândute altor companii.
Au existat și propuneri de a extinde serviciul în întreaga Franță, precum și în Germania, însă pe lângă problemele legate de materialul rulant (neadaptat la rețeaua germană de alimentare) mai există și problema verificărilor de la frontiera britanică. Pentru moment, președintele Eurostar consideră că nu există cerere suficientă pentru un asemenea serviciu.

### Gări
Gările deservite de Eurostar:
- Londra-Saint-Pancras
- Stratford International
- Ebbsfleet International
- Ashford International
- Tunelul Canalului Mânecii
- Calais-Fréthun
- Lille-Europe
- Londra - EuroDisney / Alpi / Coasta de Azur:
  - Marne-la-Vallée
  - Moûtiers
  - Aime-la-Plagne
  - Bourg-Saint-Maurice
  - Avignon
- Londra - Paris:
  - Paris-Nord
- Londra - Bruxelles :
  - Bruxelles-Sud

## Material rulant

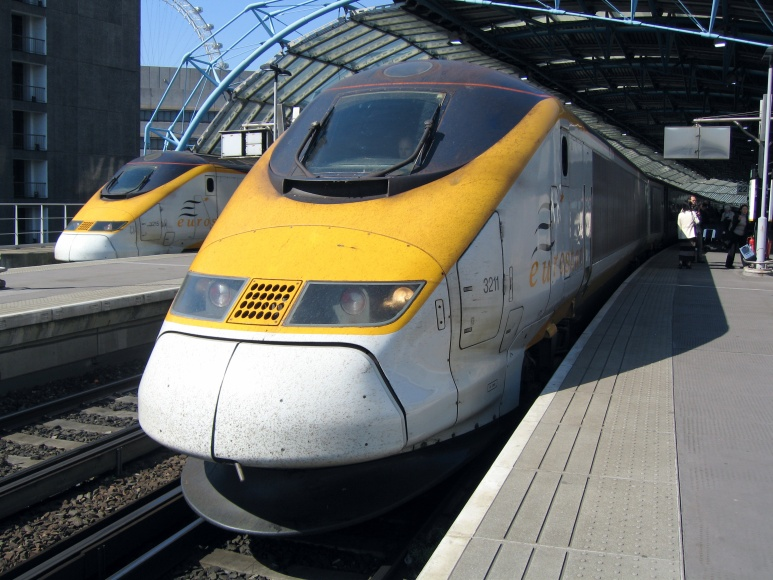
Un tren Eurostar în Londra.

Materialul rulant folosit de Eurostar, construit de Alstom la uzinele din La Rochelle (Franța), Belfort (Franța) și Washwood Heath (Anglia), este derivat din TGV-ul francez, dar prezintă mai multe particularități:
- vagoanele au gabaritul britanic, mai mic decât cel continental, mai ales la nivelul treptelor, ceea ce îi conferă o imagine diferită de celelalte TGV-uri;
- ramele pot fi despărțite în două, fiecare jumătate având lungimea unui TGV normal; în cazul unui accident în Tunelul Canalul Mânecii, pasagerii pot fi evacuați folosind jumătatea intactă;
- sunt echipate pentru a folosi a treia șină în loc de pantograf, sistem prezent pe unele linii clasice britanice;
- pot opera la viteze de până la 300 km/h pe liniile de mare viteză, cu o limită de 160 km/h în tunel. Această limită este dată de rezistența aerului, disiparea căldurii și nevoia de a circula pe aceeași linie cu alte trenuri, mult mai lente.

Trenurile sunt apte să circule în următoarele rețele:
- Franța (Linii clasice -25 kV 50 Hz- și linii de mare viteză),
- Belgia (Linii clasice -3 kV CC- și linii de mare viteză),
- Regatul Unit (Linii clasice -750 V CC și 25 kV 50 Hz- și linii de mare viteză),
- Eurotunnel.

Materialul rulant este împărțit între:
- Eurostar UK Limited (EUKL): 11 rame „3 capitale” (3001/2 - 3021/22, destinate traficului internațional) și 7 rame „North of London” (seria 3300), destinate unor legături interne.
- SNCB: 4 rame „3 capitale” (3101/2 - 3107/8).
- SNCF: 16 rame „3 capitale” (3201/2 à 3131/2), din care 3 sunt folosite pentru servicii interne (Paris-Lille);.
- Până în 2007 a existat și o locomotivă de rezervă (3999), păstrată la depoul North Pole din Londra.

## Organizare

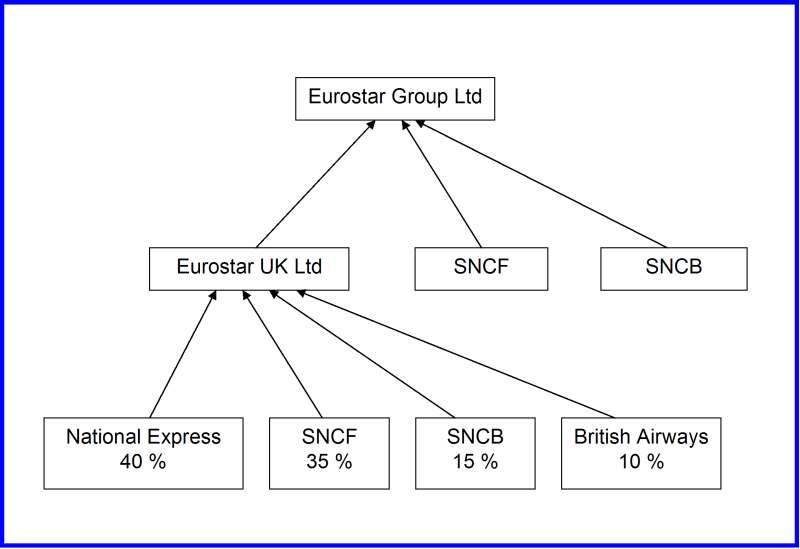
Schema grupului Eurostar

Managementul grupului este unificat sub numele de Eurostar Group, Ltd. (care funcționează ca un grup european de interese economice). Acest grup este format din SNCF (Franța), SNCB (Belgia) și Eurostar UK – filială a London & Continental Railways - (Regatul Unit). Aceasta din urmă este la rândul ei o societate ai cărei acționari principali sunt SNCF (35%), SNCB (15%), British Airways (10%) și National Express Group (40%).
Nu există o raportare unificată a datelor financiare, în fiecare țară existând alte condiții de acces la infrastructura feroviară.